# Hans Knecht
Hans Knecht (Zurigo, 29 giugno 1913 – Zurigo, 8 marzo 1986) è stato un ciclista su strada, pistard e ciclocrossista svizzero.
Professionista dal 1938 al 1949, si aggiudicò il titolo di campione del mondo sia nella categoria dilettantistica, nel 1938 a Valkenburg, che in quella dei professionisti, nel 1946 nella natia Zurigo. Si aggiudicò inoltre anche tre titoli nazionali, nel 1943, 1946 e 1947.

## Carriera
Nel 1938 si corse l'ultima edizione dei campionati del mondo di ciclismo a Valkenburg, prima che lo scoppio della Seconda guerra mondiale interrompesse quasi totalmente le competizioni ciclistiche, e Knecht, che allora correva come dilettante, riuscì a fregiarsi del titolo iridato della categoria. Otto anni dopo, nel 1946 quando i campionati del mondo furono nuovamente disputati, nel circuito di Zurigo, Knecht riuscì nuovamente ad aggiudicarsi il titolo mondiale, questa volta nella categoria dei professionisti, battendo il campione uscente dei Marcel Kint e ottenendo una doppietta che era sfuggita proprio nel 1938 al connazionale Paul Egli che dopo aver vinto il titolo fra i dilettanti nel 1932 sfiorò quello professionisti proprio nel 1938 quando fu secondo.
La vittoria del titolo mondiale in entrambe le categorie è riuscita a soli altri due ciclisti, i belgi Jean Aerts ed Eddy Merckx.
Knecht, che corse quasi esclusivamente in Svizzera, seppe cogliere diversi risultati. Oltre a tre titoli nazionali in linea (fu inoltre secondo nel 1942 e nel 1941 secondo del campionato in salita), vinse diverse classiche svizzere e, anche se non riuscì ad aggiudicarsi mai il Campionato di Zurigo, se non nel 1938 nella prova riservata ai dilettanti, in questa corsa fu terzo nel 1942 e nel 1944, mentre nel Tour du Nord-Ouest de la Suisse, che vinse nel 1947, fu anche secondo nel 1942 e nel 1946 e terzo nel 1948.
Vinse anche la A Travers Lausanne nel 1943, mentre nel 1941 era stato terzo, la Zurigo-Losanna nel 1944 e due edizioni del Tour du Lac Léman.
Per quanto riguarda il Tour de Suisse, riuscì a cogliere due quinti posti nella classifica generale nel 1941 e nel 1942, ma non conquistò alcuna tappa. Il suo miglior risultato in una frazione della corsa a tappe elvetica fu il terzo posto nella seconda tappa dell'edizione del 1941.
Knecht seppe confrontarsi anche in specialità diverse dal ciclismo su strada. Nel 1940 fu terzo nel campionato nazionale di inseguimento individuale, nel 1942 fu terzo nel campionato nazionale di ciclocross e nel 1947 secondo alla Sei Giorni di Parigi, corsa assieme al compagno di squadra Ferdi Kübler, dietro alla coppia belga Robert Naeye e Achiel Bruneel.
Fra le poche corse disputate fuori dalla Svizzera, oltre alla Sei Giorni di Parigi, partecipò al Giro del Lussemburgo nel 1946, dove fu decimo nella classifica generale, e alla Milano-Zurigo del 1948, che concluse terzo. Prese parte anche a una edizione della Milano-Sanremo terminata nelle posizioni di rincalzo.

## Palmarès
- 1938 (dilettanti)

Campionati del mondo, Prova in linea Dilettanti
Campionato di Zurigo (dilettanti)
- 1939

Circuit de Bale
- 1940

Gran Premio di Ginevra
- 1941

Grand Prix de Jubilé
- 1943

Campionati svizzeri, Prova in linea
Tour du Lac Léman
Attraverso Losanna
- 1944

1ª tappa Zurigo-Losanna
Classifica generale Zurigo-Losanna
- 1946

Campionati del mondo, Prova in linea
Campionati svizzeri, Prova in linea
- 1947

Campionati svizzeri, Prova in linea
Tour du Lac Léman
Tour du Nord-Ouest de la Suisse

### Altri successi
- 1942

Criterium di Brugg
Criterium di Morat
- 1943

Criterium di Sciaffusa
Criterium di Breite
- 1944

Criterium di Sciaffusa
- 1946

Criterium di Zurigo
Criterium di Nyon
- 1947

Criterium di Basilea
- 1948

Criterium di Bellinzona

## Piazzamenti

### Classiche monumento
- Milano-Sanremo

1948: 71º

### Competizioni mondiali
- Campionati del mondo

Valkenburg 1938 - In linea Dilettanti: vincitore
Zurigo 1946 - In linea: vincitore